# Riekertia ellisi
Riekertia ellisi är en fiskart som beskrevs av Smith 1952. Riekertia ellisi ingår i släktet Riekertia och familjen paddfiskar. Inga underarter finns listade i Catalogue of Life.